# アルロン行政区
アルロン行政区（フランス語:Arrondissement d'Arlon オランダ語:Arrondissement Aarlen）は、ベルギーのワロン地域のリュクサンブール州にある4つの行政区の1つ。面積317.28 km²、人口は5万人あまり。5つの基礎自治体で構成されている。

## 自治体
- アルロン
- Attert
- Aubange
- Martelange
- Messancy